# 就是万人迷
《就是万人迷》是新加坡一档电台早晨节目，目前由丁志勇、萧嘉蕙、钟坤华主持，星期一至星期五早上六点至十点直播。节目通过YES 933播出。这个节目曾在收听率调查中多次拿下全国第一名的荣衔。

## 节目启播
YES 933管理层准备于2005年下半年推出新的早班节目，取代由周崇庆和陈丽仪的节目。林灵芝当时正主持傍晚下班时段节目，而丁志勇当时正在主持晚间点歌节目。两人曾在2003年主持了六个月的早班。林灵芝先获指派，接下早班主持棒子，随后说服丁志勇加盟。丁志勇多次表示，节目名称和内容全由林灵芝一手包办，自己是临时授命重返早班。
《就是万人迷》启播前几年的播出时间为早上7点－10点；在2010年才提早在早上6点播音。

## 主持人
丁志勇是《就是万人迷》长期男主持。2013年升任台长，首次退出《万人迷》主持行列，但在一年半后重回主持。期间曾有媒体揣测，丁志勇是因为收听率下跌而重回前线，但遭否认。
| 年份        | 主持人                   |
| ----------- | ------------------------ |
| 2005年 9月  | 丁志勇、林灵芝           |
| 2006年 2月  | 丁志勇、林灵芝、巫许玛莉 |
| 2006年 10月 | 丁志勇、巫许玛莉         |
| 2007年 3月  | 丁志勇、蔡伟彬           |
| 2007年 8月  | 丁志勇、林佩芬、陈艾薇   |
| 2008年 3月  | 丁志勇、林佩芬           |
| 2009年 3月  | 丁志勇、萧嘉蕙           |
| 2012年 3月  | 丁志勇、林佩芬、陈艾薇   |
| 2013年 3月  | 谢家发、林佩芬           |
| 2014年 8月  | 丁志勇、萧嘉蕙、钟坤华   |